# Jürgen Weber (Regisseur)
Jürgen R. Weber (* 1963 in Hamburg) ist ein deutscher Schauspieler, Regisseur und Autor für Theater und Film.

## Leben
Jürgen Weber studierte Musiktheater-Regie in Hamburg bei Götz Friedrich. Für sein Diplom inszenierte er eine eigene Neufassung der Lustigen Witwe von Franz Lehár. Neben dem Studium und im Anschluss daran führte er zunächst bei kleineren Dokumentar- und Kurzfilmen sowie bei Werbefilmen und Musikvideos Regie. Später war er längere Zeit als TV-Regisseur und Drehbuchautor tätig. Seit 2005 widmet er sich wieder vermehrt dem Musiktheater.
2008 inszenierte Weber die spätromantische Opernausgrabung Die Rose vom Liebesgarten von Hans Pfitzner am Chemnitzer Opernhaus unter Einsatz von Projektionen und Balletteinlagen in einem stark von populärkulturellen Einflüssen geprägten Multimedia-Stil. Anstelle der üblichen Übertitel verwendet Weber Texteinblendungen, die das Bühnengeschehen auf einer Metaebene kommentieren und teilweise ironisieren. Bei den Vorbereitungen für die Pfitzner-Produktion in Chemnitz experimentierte Weber erstmals mit einem öffentlichen Online-Probentagebuch in Form eines die Produktion begleitenden Blogs, in welchem der gesamte Entstehungsprozess der Inszenierung für Interessierte offengelegt und zur Diskussion gestellt wird. Diesen Ansatz eines offen gesuchten Dialogs mit dem Publikum verfolgt und entwickelt Weber seither in seinen musiktheatralischen Arbeiten weiter. 2011 folgten in kurzer Folge mit Robin Hood von Albert Dietrich am Theater Erfurt eine weitere Ausgrabung aus der Spätromantik, Die lustige Witwe von Franz Lehár am Mainfranken Theater in Würzburg sowie der vielgelobte Publikumserfolg der deutschen Erstaufführung von Swanhunter, einer erst 2009 im englischen Leeds uraufgeführten Kammeroper aus der Feder des zeitgenössischen englischen Komponisten Jonathan Dove. Bei der letztgenannten Produktion verantwortete Weber in einem kreativen Rundumschlag neben der Regie auch Ausstattung und Kostüme.
Jürgen Weber lebt in Berlin.

## Werkübersicht

### Spielfilm
- 2016: OPEN WOUND the Über-movie

### Musiktheater
- 2024 Das Rheingold, von Richard Wagner, Theater Erfurt[5]
- 2020 Staatstheater, von Maurizio Kagel, Oper Bonn
- 2018 Marx in London, Oper von Jonathan Dove, Oper Bonn. (auch Original Szenario)[6]
- 2018 Don Giovanni, Oper von Wolfgang Amadeus Mozart, Musikhochschule Lübeck
- 2018 Faust, Musiktheater von Jürgen R. Weber, Musikhochschule Lübeck
- 2017 Il Trovatore von Giuseppe Verdi, Domstufenfestspiele Erfurt.[7]
- 2016: Holofernes, Oper von Emil Nikolaus von Reznicek, Oper Bonn
- 2015: Fremd bin ich eingezogen, Szenische Umsetzung der Winterreise von Franz  Schubert, Oper Bonn
- 2015: Frontgarderobe, Revue von Jürgen R. Weber, Main Franken Theater Würzburg
- 2015: Molly Eyre, Komödie von Tamsin Kate Walker, Theater Erfurt
- 2014: Hercules, Oratorium von Georg Friedrich Händel, Staatstheater Oldenburg
- 2014: Der Traum ein Leben, Oper von Walter Braunfels, Oper Bonn
- 2011: Swanhunter, Kammeroper von Jonathan Dove, Theater Chemnitz
- 2011: Die lustige Witwe, Operette von Franz Lehár, Mainfranken Theater Würzburg
- 2011: Robin Hood, romantische Oper von Albert Dietrich Theater Erfurt
- 2008: Die Rose vom Liebesgarten, Hans Pfitzner, Theater Chemnitz
- 2005: Der Graf von Luxemburg, Operette von Franz Lehár, Musikalische Komödie Leipzig
- 2005: Die Leiche im Sack, Opernpersiflage von Franz Wittenbrink, Theater Erfurt
- 1990: Rose des Himmels, Monteverdi-Collage von Jürgen R. Weber, Altes Rathaus Göttingen
- 1987: Die lustige Witwe, Operette von Franz Lehár, Hochschule für Musik und Theater Hamburg

### Kurzfilm
- 1997: Die Pointe, Kinokurzspielfilm
- 1996: Weltraumfieber, Sci-Fi-Kurzspielfilm mit 3D Animationssequenzen
- 1995: Cold Cash, experimenteller Kurzspielfilm

### Fernsehen
- 2010: Glückstreffer – Anne und der Boxer
- 2010: Mann sucht Liebe, TV-Movie (Buch)
- 2007: Beutolomäus und die Prinzessin
- 2007: Ahornallee, Serie
- 2006: Siebenstein, Kinderserie
- 2006: Löwenzahn, Kinderserie
- 2005–2006: Sturm der Liebe, Telenovela
- 2005: Die Butler, Dokuserie (Co-Regie)
- 2004: Verliebt in Berlin, Telenovela (Konzept und Buch)
- 2004: Deutschmänner, Screwball-Spielfilm (Buch)
- 2003: Die Graslöwen, Kinderserie (Buch und Regie)
- 2002: Alphateam, Krankenhausserie
- 2001: Zechenblues, Sozialdrama/Comedyserie
- 2000: Dr. Stefan Frank, Arztserie
- 1999–2001: In aller Freundschaft, Krankenhausserie
- 1998–2000: St. Angela, Krankenhausserie
- 1997–1999: OP ruft Dr. Bruckner, Krankenhausserie
- 1995–1996: Gute Zeiten Schlechte Zeiten, Daily Soap

### Dokumentationen
- 1994: Uni 94, experimenteller Dokumentarfilm mit inszenierten Elementen zum 75. Jubiläum der Universität Hamburg
- 1990: Kinder und Krieg, Dokumentarfilm über deutsche Kinder und deren Blick auf den 1. Golfkrieg

### Darsteller
- 2007: Beutolomäus und die Prinzessin